# Ambassade van Noord-Korea in het Verenigd Koninkrijk
De ambassade van Noord-Korea in Londen bevindt zich in een eengezinswoning in het district Ealing van de Britse hoofdstad. Het is een van de weinige ambassades in Londen buiten de diplomatieke wijk. Noord-Korea kocht de woning met zeven kamers in 2003 voor £1,3 miljoen. Op 4 mei 2003 werd de ambassade geopend met een ceremonie, waarbij onder andere de Noord-Koreaanse viceminister van Buitenlandse Zaken, Choe Su-hon, aanwezig was. Op 4 november 2014 opende de ambassade voor het eerst de deuren voor het publiek wegens een kunsttentoonstelling, die tot 7 november duurde, met kunst van het Mansudae Kunstatelier.